# 프랭크 리

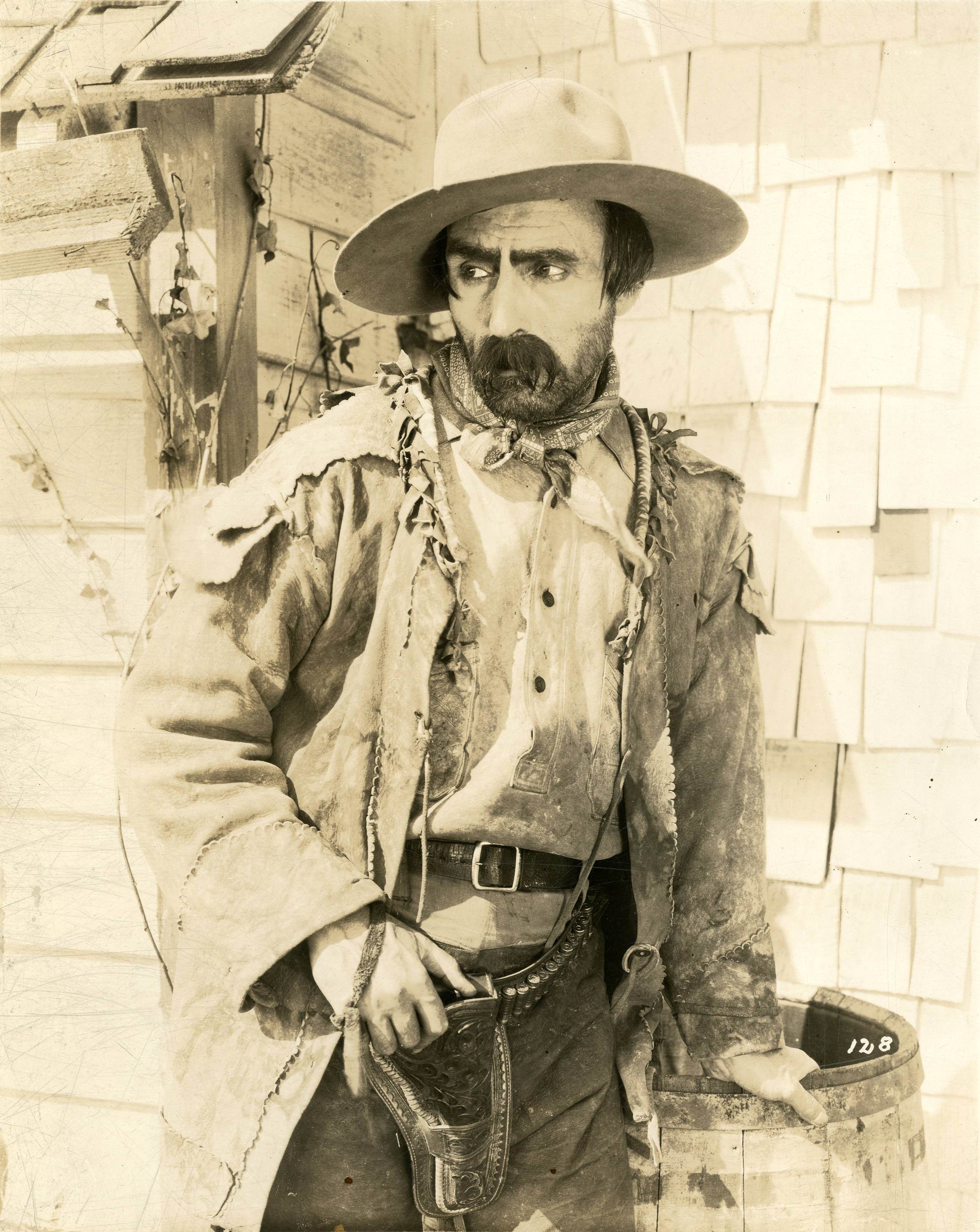

프랭크 리(Frank Leigh, 1876년 4월 18일 ~ 1948년 5월 9일)는 영국의 배우이다.
런던에서 태어났으며 할리우드에서 사망하였다. 사인은 질병이다.

## 영화
- 돌아온 유인원 인간 (1944년)
- 공포의 내각 (1944년) - 맨 역
- 로이드의 런던 (1936년)
- 래스퓨틴 앤 더 엠프리스 (1932년)
- 로시타 (1923년)